# Sphinx kalmiae
Sphinx kalmiae är en fjärilsart som beskrevs av John Abbot och Smith 1797. Sphinx kalmiae ingår i släktet Sphinx och familjen svärmare. Inga underarter finns listade i Catalogue of Life.

## Beskrivning

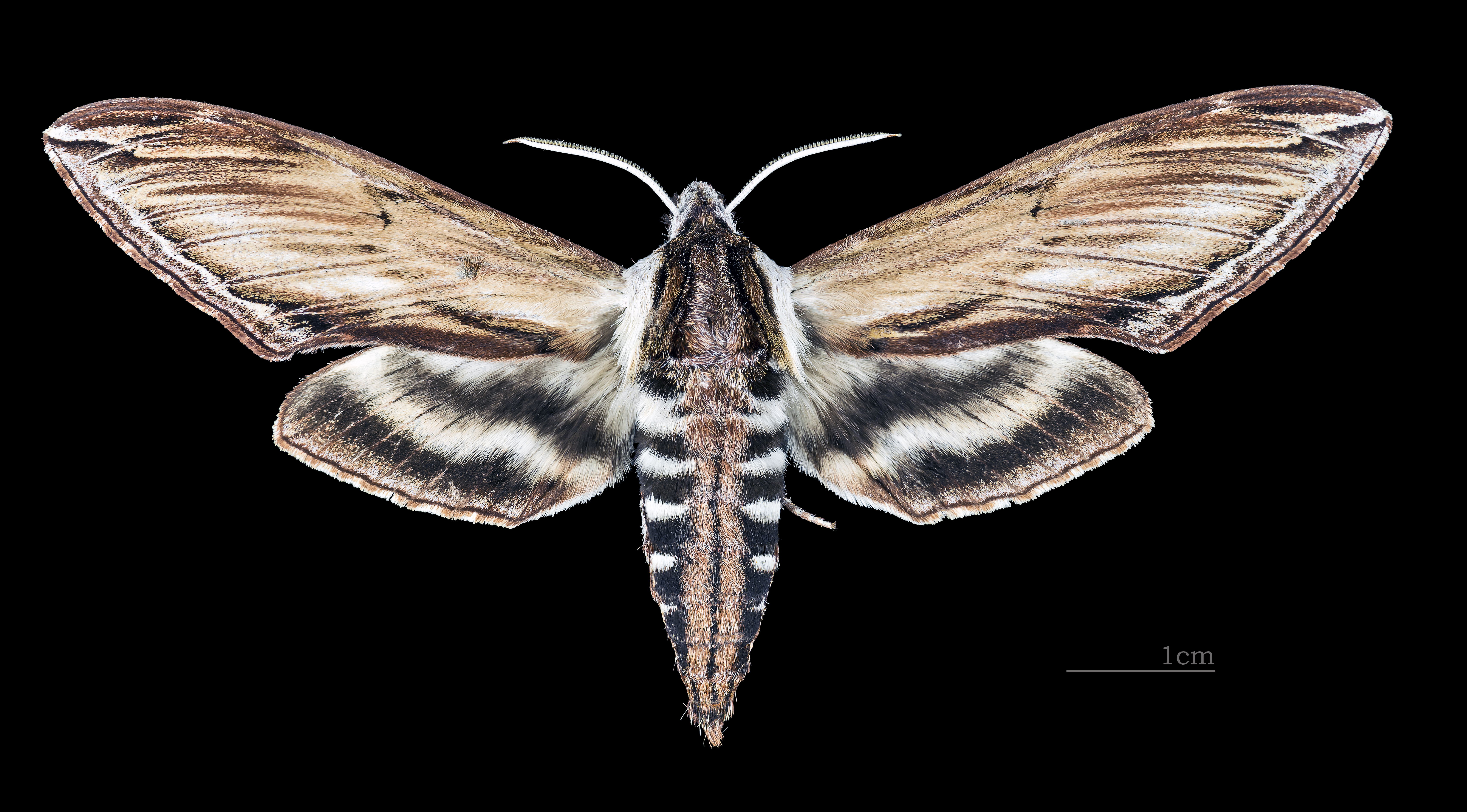
♂
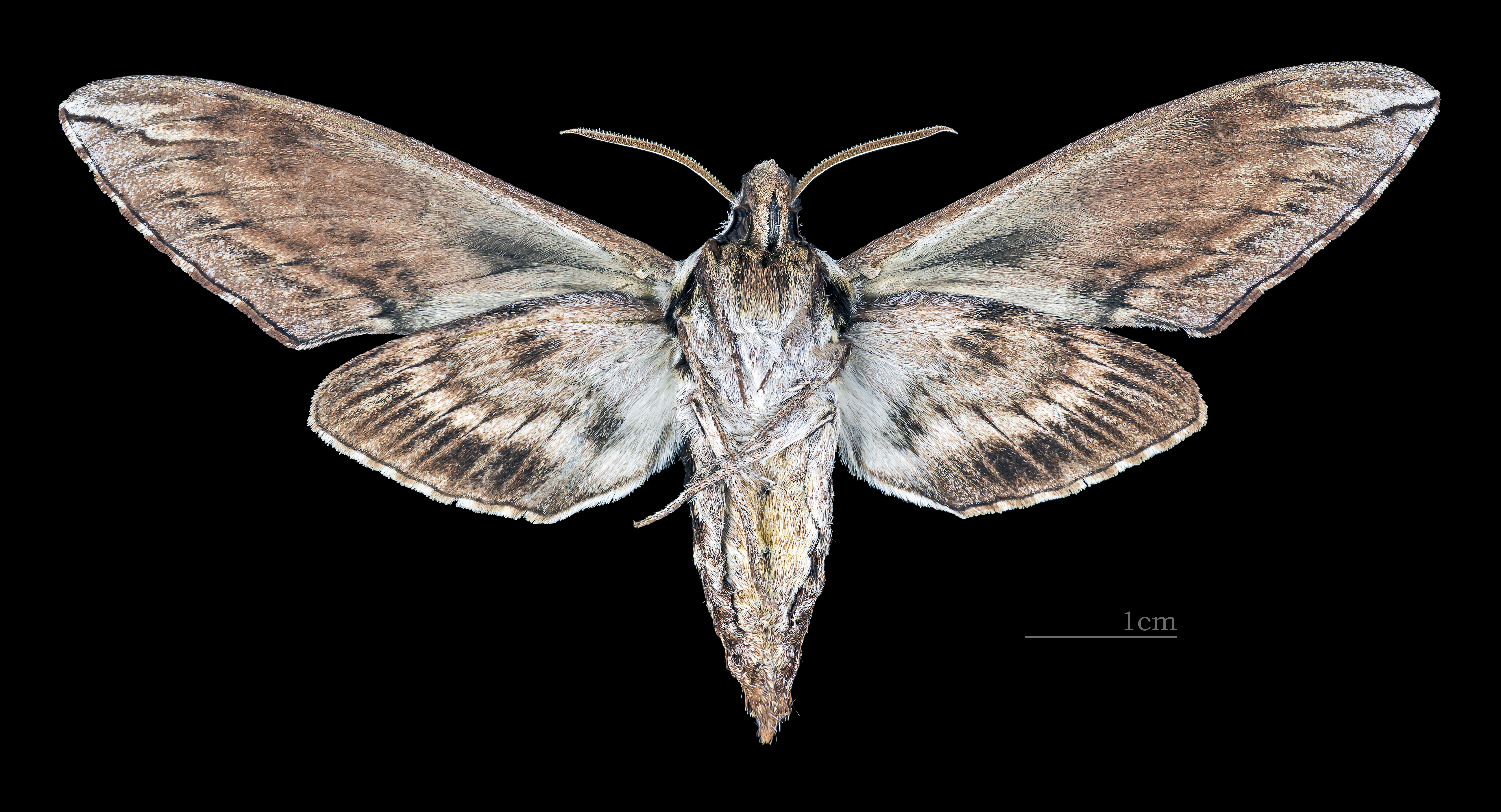
♂ △
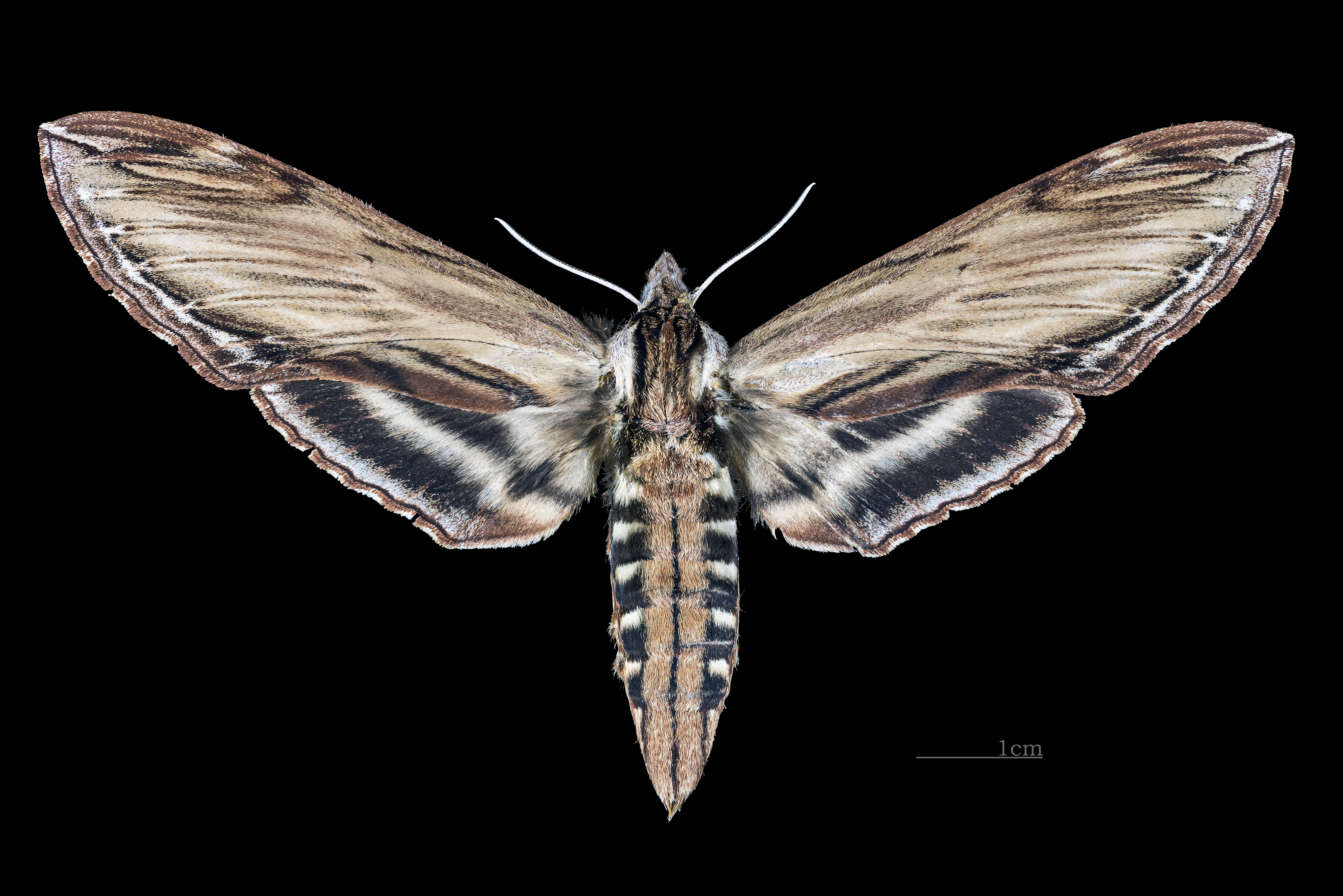
♀
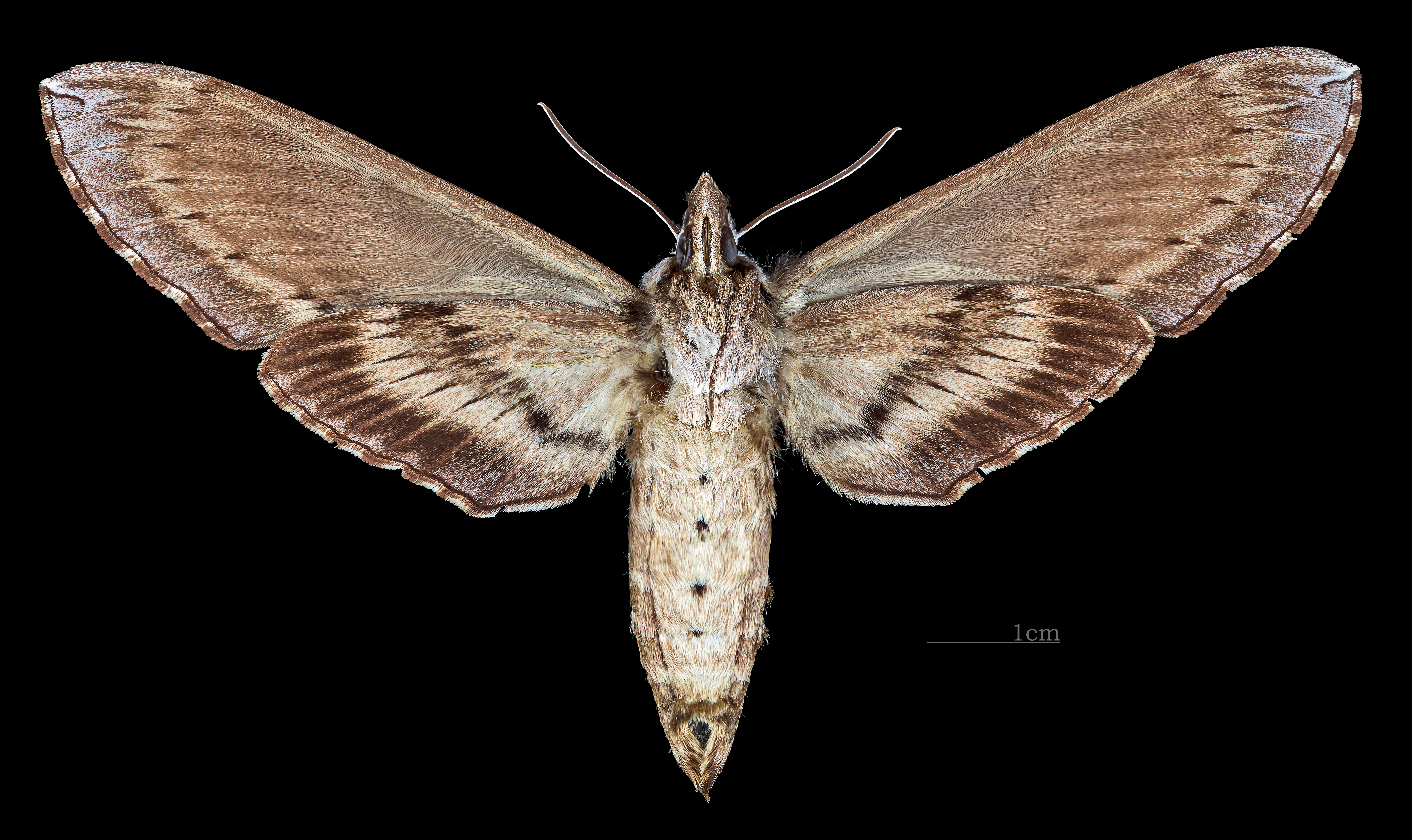
♀ △

## Bildgalleri

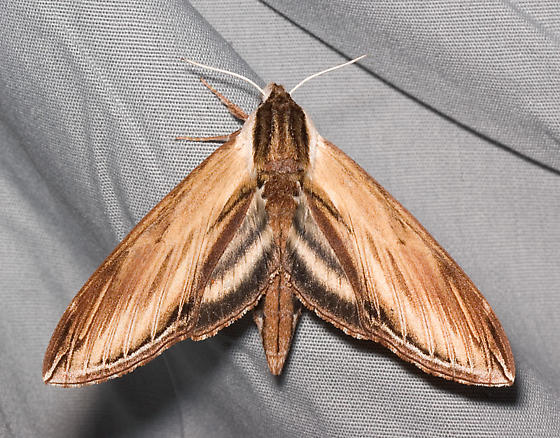